# 中野実 (教育学者)
中野 実（なかの みのる、1951年9月5日 - 2002年3月30日）は、日本の教育史学者。

## 人物・来歴
東京都生まれ。東京都立府中高等学校、立教大学文学部心理学科卒業、立教大学大学院文学研究科教育学専攻博士課程満期退学。1981年東京大学助手、1993年同史料室助手、1999年東京大学教育学研究科助教授。50歳で死去。

## 著書
- 『東京大学物語 まだ君が若かったころ』(歴史文化ライブラリー)吉川弘文館, 1999.7
- 『大学史編纂と大学アーカイヴズ』野間教育研究所紀要 野間教育研究所, 2003.3
- 『近代日本大学制度の成立』吉川弘文館, 2003.10

共編著
- 『大学史をつくる 沿革史編纂必携』寺崎昌男,別府昭郎共編著. 東信堂, 1999.6

## 伝記
- 『反大学論と大学史研究 中野実の足跡』中野実研究会編. 東信堂, 2005.5